# SNCF Z2
Die Bauart Z2 ist eine Familie zweiteiliger elektrischer Triebwagen, die in den 1980er Jahren von der französischen Staatsbahn SNCF und Anfang der 1990er Jahre von der luxemburgischen Eisenbahn (CFL) in unterschiedlichen Ausführungen für Einsätze im Nahverkehr beschafft wurden. Durch die große Höchstgeschwindigkeit von 160 km/h werden sie auch für Zugläufe auf größeren Entfernungen eingesetzt. Die Bezeichnung Z2 leitet sich vom Bezeichnungssystem für französische Schienenfahrzeuge ab, wo der Kennbuchstabe Z für elektrische Nahverkehrstriebwagen steht, dem eine 2 für zweiteilig hinzugefügt wurde.

## Entstehung
Gegen Ende der 1970er Jahre wollte die SNCF neue elektrische Triebwagen anschaffen, um einerseits ältere elektrische Fahrzeuge abzulösen, die teilweise noch aus den 1920er Jahren stammten und andererseits, um auf neu elektrifizierten Strecken die bisherigen Dieselfahrzeuge zu ersetzen. Man entschied sich für einen schnellen, zweiteiligen Triebwagenzug in Stahl-Leichtbauweise, der den gestiegenen Komfortansprüchen Rechnung tragen sollte. Die Beschaffung geschah über das Konsortium Francorail, einem Zusammenschluss der größeren französischen Eisenbahnlieferanten Alsthom, ANF, De Dietrich, Carel et Fouché, Jeumont-Schneider, MTE und TCO. Zwischen 1980 und 1988 wurden 168 Züge in fünf verschiedenen Varianten an die SNCF geliefert, weitere 22 Fahrzeuge erhielt die CFL zwischen 1990 und 1992.

## Fahrzeug

### Aufbau
Ein Triebzug besteht aus zwei Teilen: einem vierachsigen, auf allen Achsen angetriebenen Triebwagen und einem antriebslosen Steuerwagen mit jeweils einem Führerstand. An den Wagenenden ohne Führerstand sind beide Fahrzeuge miteinander gekuppelt und durch einen Personenübergang verbunden. Triebwagen und Steuerwagen besitzen pro Längsseite je zwei einflügelige Schwenkschiebetüren der Bauart der französischen Einheitswagen vom Typ VSE, der Zugang ist von außen über drei Stufen möglich. Als Laufdrehgestelle fanden solche der Bauart Y 32 Verwendung. An den Führerstandsenden befinden sich normale, sehr breit ausgeführte Puffer als Stoßvorrichtungen und dazwischen automatische Scharfenbergkupplungen mit oberhalb liegendem Kontaktaufsatz und in das Kupplungsprofil integrierten Luftkupplungen.

### Innenraum
Die Führerstände besitzen keine Außentüren, der Zugang erfolgt ausschließlich durch die vorderen Fahrgasträume. Zwischen den Großräumen und den Einstiegsräumen und als Trennung zwischen erster und zweiter Klasse sind gläserne, pneumatisch per Handhebel betätigte Schiebetüren eingebaut. Im Gegensatz zu den früher gebauten Nahverkehrstriebwagen, die noch mit Sitzen in 2+3-Anordnung ausgestattet waren, wurden die Sitze der Z2 erstmals in einer 2+2-Anordnung in Großräumen mit Mittelgang eingebaut. Die ursprünglichen Sitze der zweiten Klasse waren in den Zügen der SNCF mit ockergelbem Kunstleder bezogen, die Sitze der ersten Klasse mit rotem Stoff gepolstert. In den Zügen der CFL waren auch die Sitze der zweiten Klasse bereits ab Werk stoffgepolstert. Die erste Klasse befindet sich im Triebwagen, der Steuerwagen ist komplett der zweiten Klasse vorbehalten. Die Fenster einer Wagenseite in den Fahrgasträumen lassen sich per Kurbelantrieb um etwa 20 cm öffnen; eine innen schräg angebrachte Scheibe leitet den Fahrtwind ab und verhindert ein Hinauslehnen. Die Fenster der gegenüber liegenden Fahrzeugseite sind feststehend und lassen sich nicht öffnen. Oberhalb der Fenster sind längs der Wagenseiten Gepäckablagen aus Metall angebracht. Die Triebwagen der SNCF besitzen einen Gepäckraum; die CFL verzichtete auf diesen. Im Steuerwagen ist beim Einstiegsraum am Kurzkupplungsende eine Toilettenkabine eingebaut.

### Elektrische Ausrüstung
Alle Z2-Varianten werden von vier eigenbelüfteten Gleichstrommotoren vom Typ TAB 676 B1 auf allen Achsen des Triebwagens angetrieben. Dabei sind die zwei Motoren eines Drehgestells dauerhaft in Reihe geschaltet. Aus Kostengründen entschied man sich dafür, die elektrische Ausrüstung ähnlich zu der in den Triebwagen der Reihe Z 5300 bewährten auszuführen. Die Fahrzeuge für das Gleichstromnetz und die Zweisystemfahrzeuge werden deshalb über herkömmliche Anfahr- und Bremswiderstände gesteuert, die in den langen Dachaufbauten auf dem Triebwagen untergebracht sind. Erst die Einsystem-Wechselstromfahrzeuge erhielten eine moderne Thyristorsteuerung und daher deutlich kleinere Dachaufbauten. Der Einholmstromabnehmer für das Gleichstromnetz mit 1950 mm breiter Palette und vier Schleifleisten ist auf dem Triebwagen angebracht, der für das Wechselstromnetz mit schmalerer, 1450 mm breiter Palette und zwei Schleifleisten befindet sich auf dem Steuerwagen. Mehrsystemfahrzeuge sind mit beiden Stromabnehmern ausgerüstet. Die Steuerung erlaubt die Mehrfachtraktion von bis zu drei Einheiten.

### Ausstattungsvarianten und Modernisierung
Generell wurden die Varianten Omnibus und Express unterschieden. Es handelte sich dabei lediglich um Unterschiede in der Innenausstattung: Beim Typ Omnibus waren alle Fahrgastsitze in Abteilform angeordnet und weniger Sitzplätze der ersten Klasse eingebaut. Im Typ Express waren die Sitze teilweise in Reihen angeordnet und besaßen Klapptische in den Rückenlehnen, außerdem waren mehr Plätze der ersten Klasse vorhanden. Die SNCF ordnete die Varianten Omnibus und Express in unterschiedlichen Baureihen ein.
Um die Jahrtausendwende wurden zahlreiche Z2 einer Modernisierung unterzogen. Durchgängig wurden dabei die Kunstlederpolster in der zweiten Klasse durch Stoffpolster ersetzt, teilweise wurde neue Sitze eingebaut oder die Anordnung der Sitze und das Verhältnis der Sitzplätze zwischen erster und zweiter Klasse verändert. Damit wurde auch der wesentliche Unterschied zwischen den Ausstattungsvarianten Omnibus und Express hinfällig, die Zuordnung zu verschiedenen Baureihen wurde aber nicht geändert. Der Umfang der Modernisierung hing dabei vom Besteller, der TER-Gesellschaft der jeweiligen Region ab. So wurden einige Z2 auch mit Klimaanlagen nachgerüstet. Die Triebwagen der CFL wurden bei der Modernisierung in den Fahrgasträumen und an den Längsseiten mit digitalen Zielanzeigen nachgerüstet.

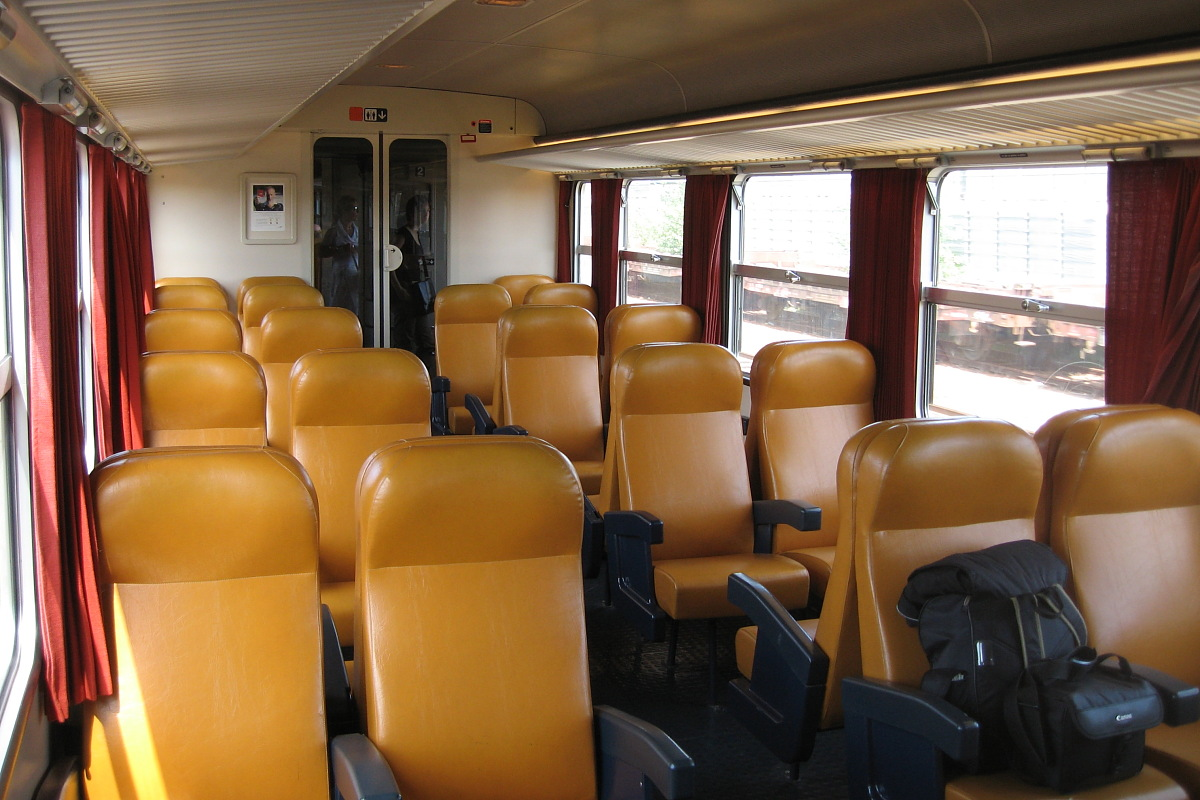
Innenraum eines unmodernisierten Z 9600, Sitzanordnung Typ Omnibus
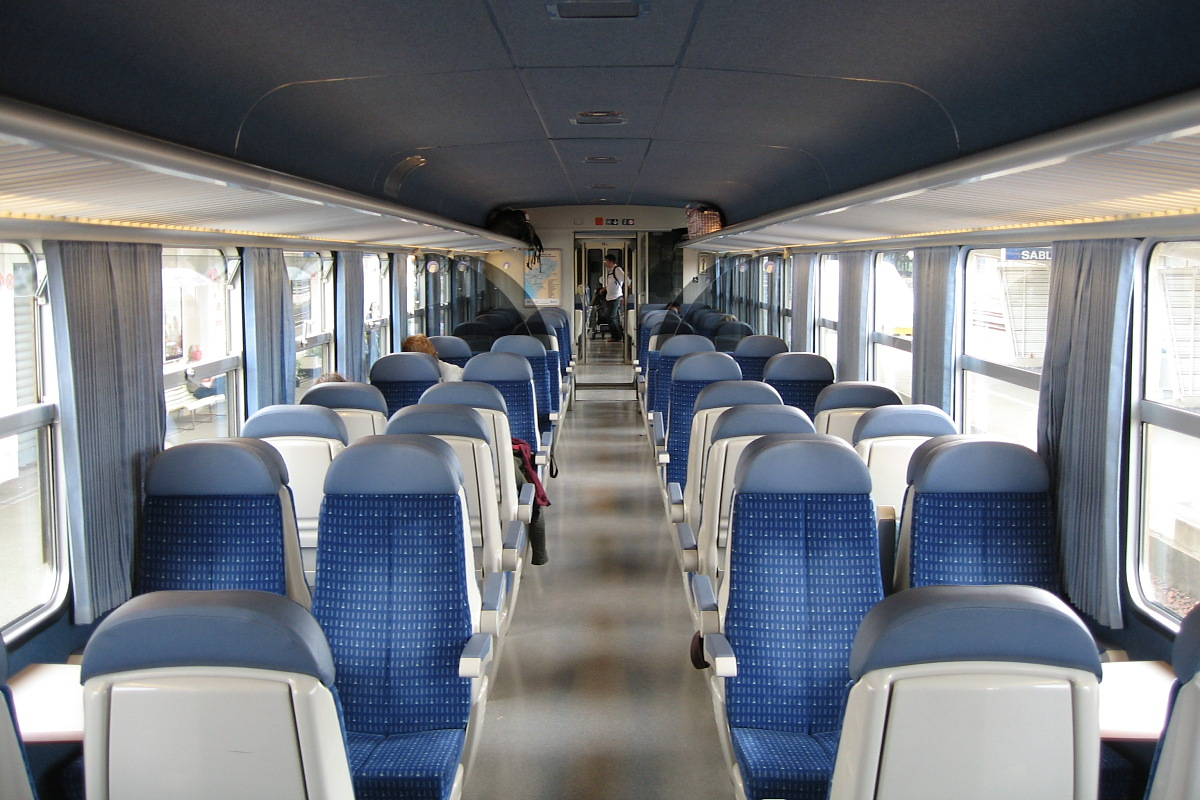
Innenraum eines Z 9600 nach der Modernisierung. Die Sitze sind nicht mehr ausschließlich in Abteilform angeordnet.
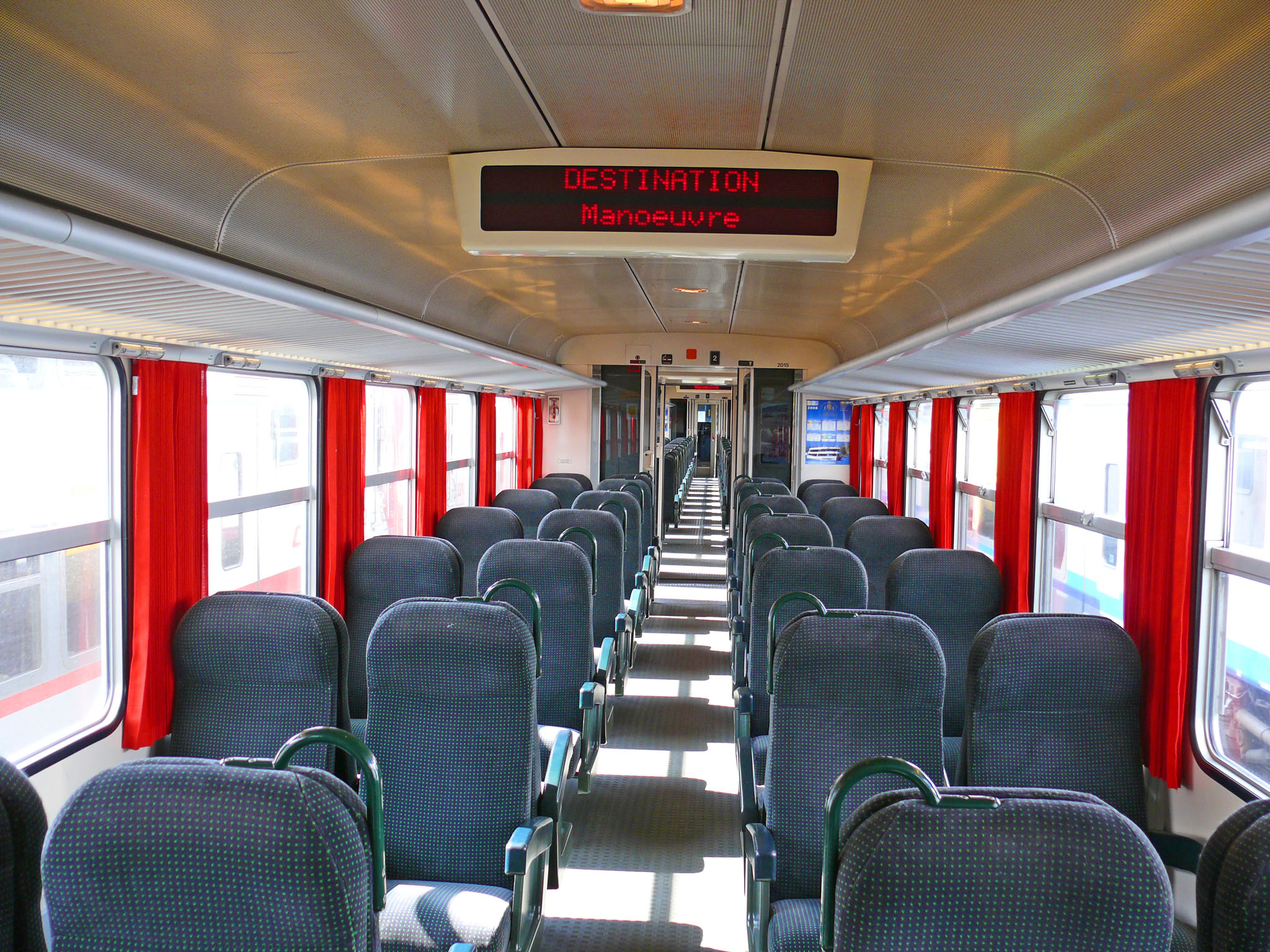
Innenraum eines CFL-Triebwagens in der 2. Klasse mit Digitalanzeige an der Decke
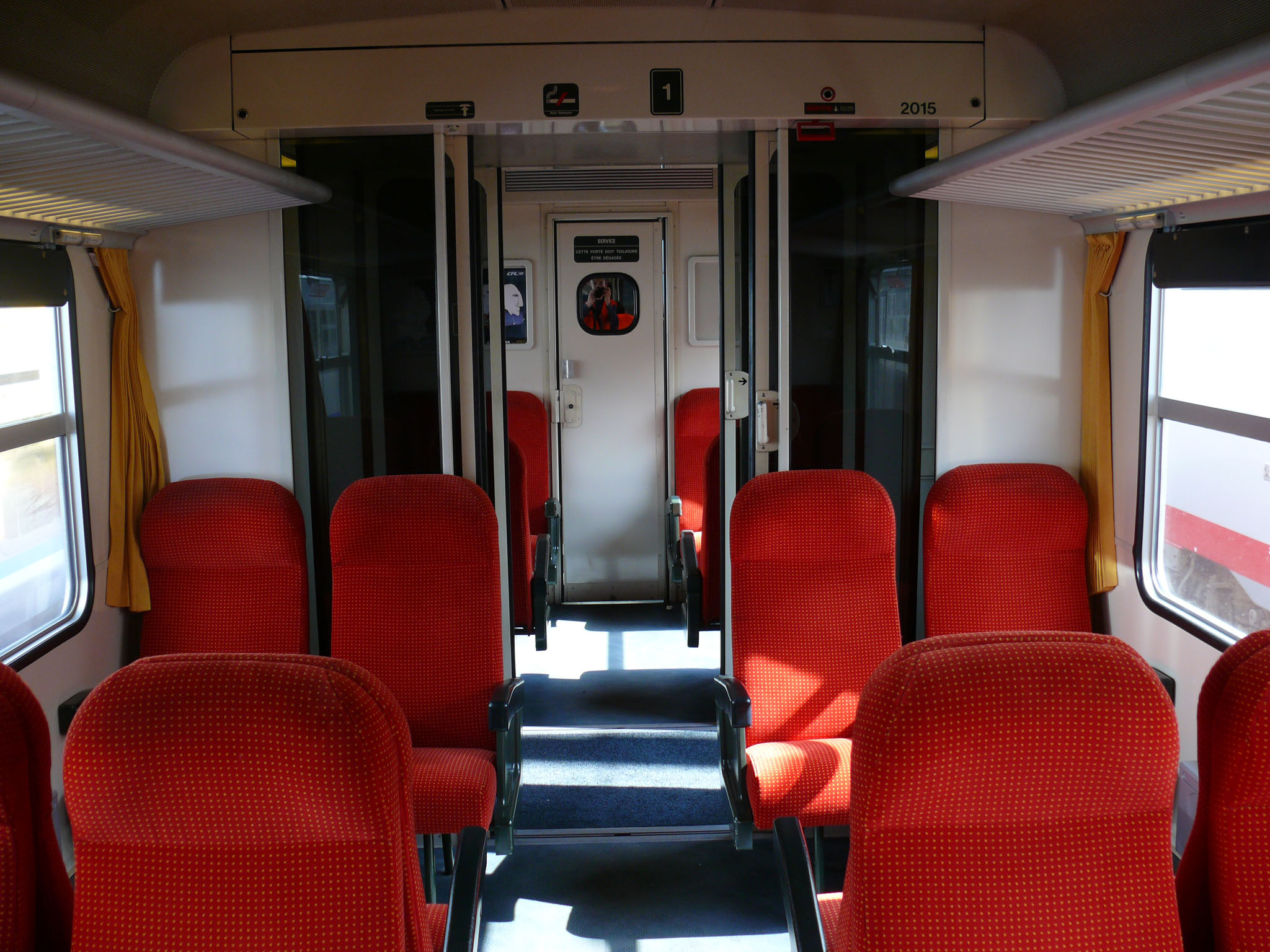
Innenraum eines CFL-Triebwagens im Bereich erster Klasse

### Baureihen

#### SNCF Z 7300 TypOmnibusfür Gleichspannung 1,5 kV
Zwischen Juni 1980 und Dezember 1984 wurden 75 Züge dieser Bauart abgeliefert und bildeten die größte Gruppe in der Baureihenfamilie Z2. 71 Züge wurden von der SNCF beschafft (Z 7301–7350 und Z 7353–7373). Jeweils zwei weitere Züge wurden direkt durch die Regionen Midi-Pyrénées und Languedoc-Roussillon angeschafft, die zur Unterscheidung mit einer vorangestellten 9 zunächst als Z 97301–97304 eingereiht wurden, später zur Vermeidung gleicher Endnummern in Z 97381–97384 umnummeriert wurden. Im Jahr 2015 wurde ein Zug neu zusammengestellt: Der bereits ausgemusterte Triebwagen Z 7343, dessen Steuerwagen bei einem Unfall beschädigt worden war, wurde nach einem Jahr Abstellzeit mit dem Steuerwagen ZR 17364, dessen Triebwagen verunfallt war, gekuppelt und wieder in Betrieb genommen. Dies ist die bisher einzige Neuzusammenstellung einer Z2-Einheit.
Die Ausmusterung der Z 7300 begann im Dezember 2011. Im Juni 2018 waren noch 41 Züge im Einsatz, die sich folgendermaßen verteilten:
- 15 Züge bei TER Centre
- 12 Züge bei TER Languedoc-Roussillon
- 14 Züge bei TER Midi-Pyrénées

Bis Anfang 2023 waren alle Z 7300, mit Ausnahme der Fahrzeuge Z 7317 und Z 7371 (TER Occitanie) aus dem Bestand ausgeschieden. Diese beiden Fahrzeuge sind zugleich auch die letzten aktiven Gleichstrom-Z2 der SNCF.

#### SNCF Z 7500 TypExpressfür Gleichspannung 1,5 kV
Zwischen Juni 1982 und Januar 1984 wurden 15 Züge als Z 7501 bis 7515 in Dienst gestellt.
Die ersten fünf Züge der Baureihe Z 7500 wurden im Dezember 2016 abgestellt, bis Juni 2018 waren nur noch die drei Züge Z 7504, 7508 und 7514 bei TER Languedoc-Roussillon im Einsatz verblieben. Bis Dezember 2020 waren alle Züge dieser Bauart ausgemustert.

#### SNCF Z 9500 TypExpressfür 1,5 kV Gleich- und 25 kV Wechselspannung mit 50 Hz

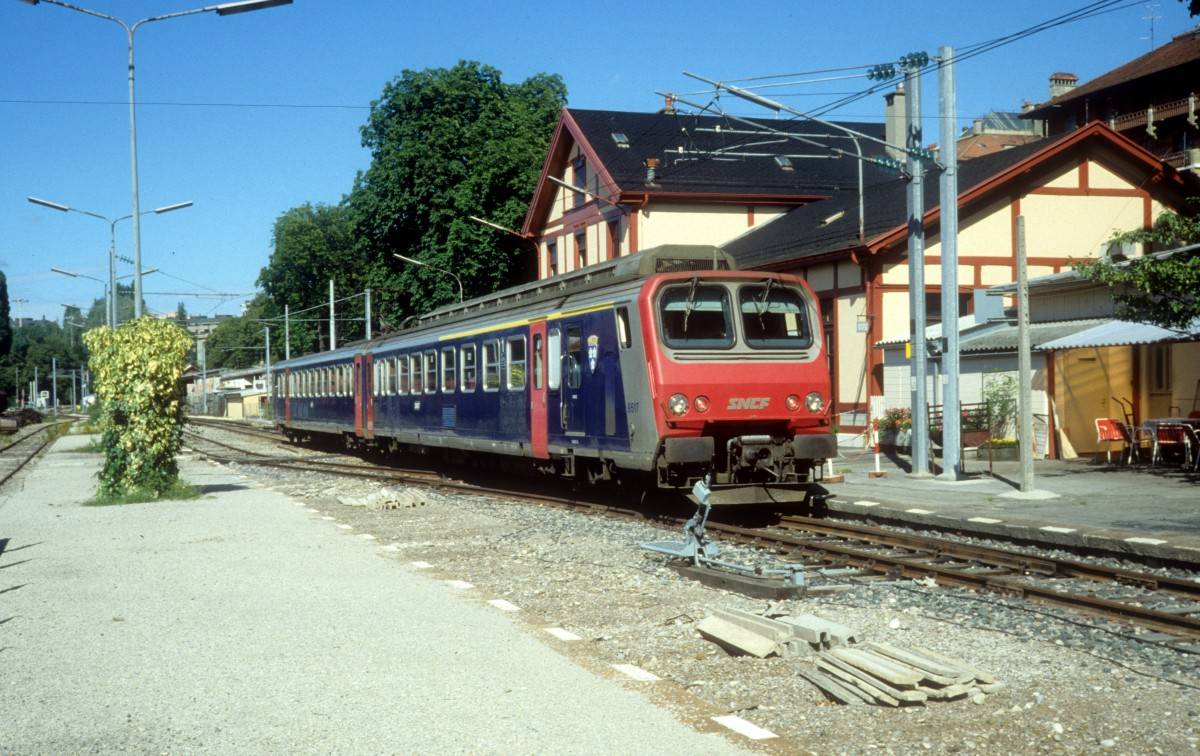
Z2-Zweisystemtriebwagen Z 9517 der SNCF im Schweizer Bahnhof Genève-Eaux-Vives, 1990

Mit Ausnahme der Auslegung für die beiden französischen Stromsysteme gleichen die Z 9500 ihren Schwesterfahrzeugen vom Typ Z 7500. Der Prototyp Z 9501 ging im Februar 1982 in Betrieb, weitere 19 Züge wurden zwischen August 1982 und September 1983 in Dienst gestellt. Die von der SNCF beschafften Züge tragen die Nummern Z 9501 bis 9518. Die beiden erstgelieferten Serienfahrzeuge wurden direkt durch die Region Franche-Comté beschafft und zur Unterscheidung mit einer vorangestellten 9 zunächst als Z 99501 und 99502 eingereiht, im Oktober 1990 zur Vermeidung gleicher Endnummern in Z 99581 und 99582 umgezeichnet.
Siebzehn Züge waren im Juni 2018 noch aktiv, davon 4 Züge bei TER Franche-Comté und 13 Züge bei TER Rhône-Alpes. Mit der Ausmusterung der letzten fünf Züge Anfang Januar 2023 war auch diese Bauart komplett ausgeschieden.

#### SNCF Z 9600 TypOmnibusfür 1,5 kV Gleich- und 25 kV Wechselspannung mit 50 Hz
36 Züge dieser Baureihe wurden zwischen Januar 1985 und September 1986 unter den Nummern Z 9601 bis 9636 an die SNCF ausgeliefert, mit der gleichen Ausstattung wie die Gleichstromtriebwagen der Baureihe Z 7300. Die Einheiten Z 9612 und Z 9626 wurden im Frühjahr 2017 in Thionville zum Ausstellungszug Train du Climat 2017 umgebaut und erstmals vom 21. bis 23. Mai 2017 im Bahnhof Paris-Austerlitz präsentiert. Als Wanderausstellung machten sie ab Ende 2017 bis 2019 in verschiedenen französischen Städten Station.
Die ersten Züge wurden im Mai 2015 abgestellt, im Juni 2018 waren schon mehr als die Hälfte ausgemustert und noch 15 Züge im Dienst. Die letzten 9 Züge wurden ebenfalls Anfang Januar 2023 ausgemustert, womit auch diese Baureihe komplett aus dem Einsatzbestand der SNCF ausgeschieden ist.

#### SNCF Z 11500 TypOmnibusfür 25 kV Wechselspannung mit 50 Hz
Als letzte Baureihe stellte die SNCF zwischen Dezember 1986 und Mai 1988 zweiundzwanzig Züge für den Verkehr in Nordostfrankreich in Dienst, die nur für das Wechselstromsystem ausgelegt sind. Sie wurden als Z 11501 bis 11522 nummeriert und wurden dem Dépot Thionville für Einsätze bei TER Alsace, Lorraine und Champagne-Ardennes zugeteilt. Im Gegensatz zu den anderen Bauarten wurden die Wechselstromzüge mit einer modernen Thyristorsteuerung ausgerüstet. Obwohl auf dem Triebwagen ausreichend Platz gewesen wäre, befindet sich der Stromabnehmer wie bei den Zweisystemzügen auf dem Steuerwagen. Die Fahrzeuge wurden im Dezember 2016 bei TER Lorraine konzentriert. Fünf Züge wurden im Dezember 2017 und drei weitere im Jahr 2018 ausgemustert, sodass sich noch vierzehn Züge im Einsatzbestand befinden.

#### CFL Série 2000 TypOmnibusfür 25 kV Wechselspannung mit 50 Hz

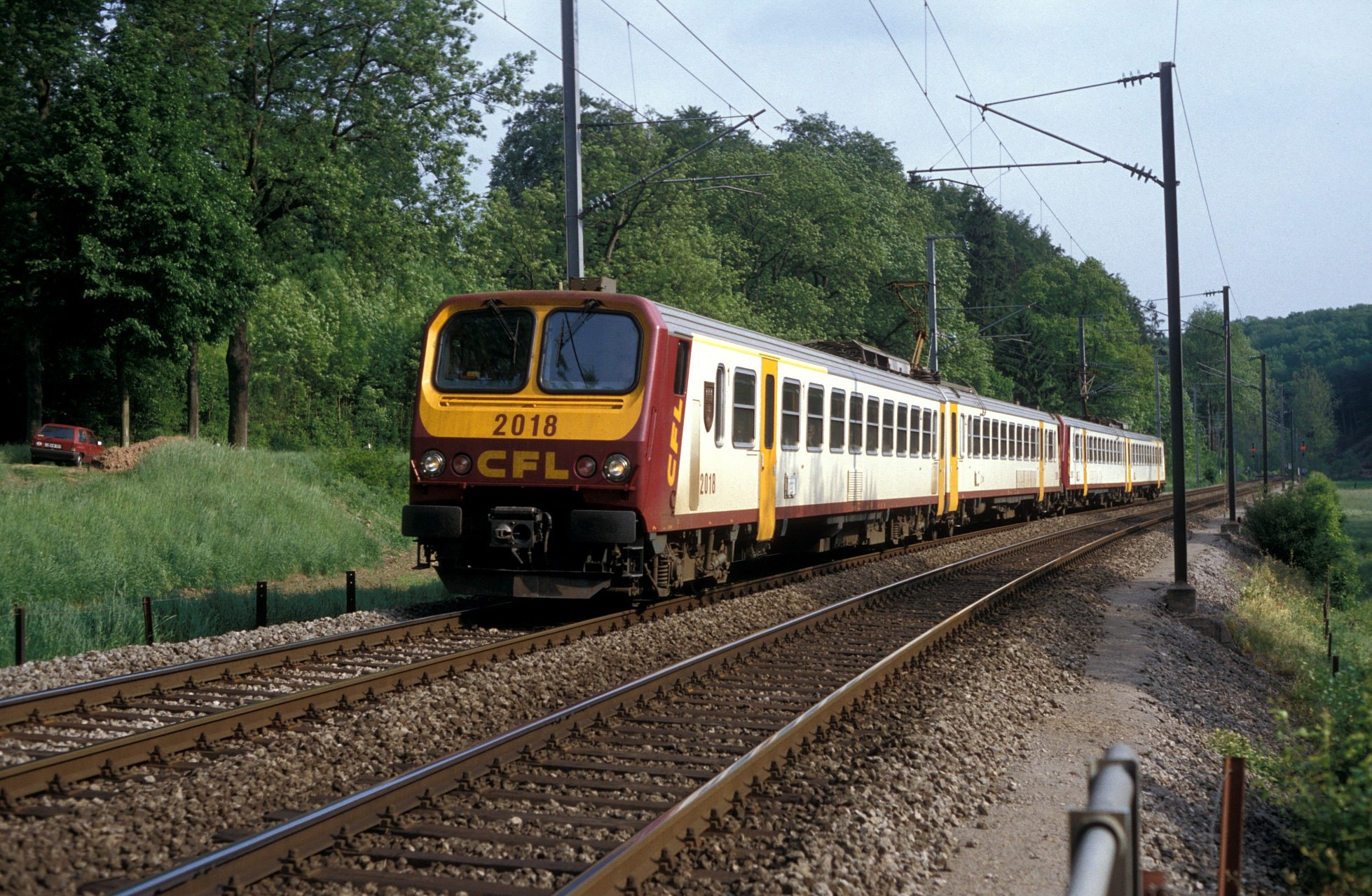
Zwei Z2 der CFL in der ursprünglichen Beschriftungsform, 1994 bei Colmar-Berg

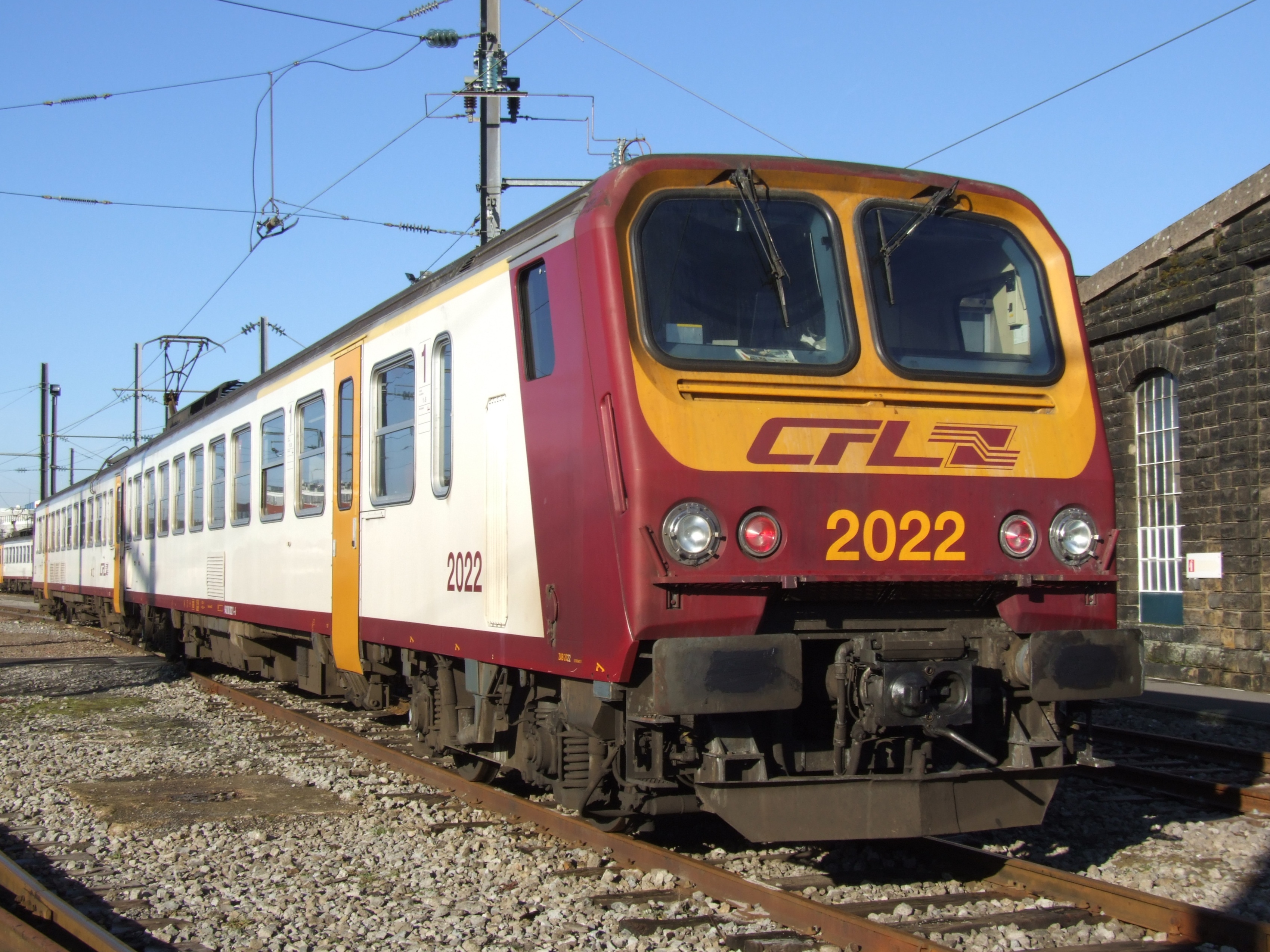
Z 2022 der CFL in der aktuellen Beschriftungsvariante im Depot Luxembourg (2008)

Ab Mitte der 1980er Jahre bis zur Jahrtausendwende wurden alle im Personenverkehr bedienten Eisenbahnstrecken in Luxemburg elektrifiziert, Taktverkehr und günstige Fahrpreise wurden eingeführt. Für diese ausgeweiteten Leistungen benötigten die CFL moderne elektrische Triebfahrzeuge. Man griff auf den aus Frankreich bereits bekannten Typ Z 11500 zurück, der ohne wesentliche Änderungen in 22 Exemplaren für die CFL bestellt wurde. Lediglich auf den Einbau eines Gepäckraumes wurde in Luxemburg verzichtet. Die Züge wurden zwischen 1990 und 1992 abgeliefert. Trieb- und Steuerwagen tragen die gleiche Betriebsnummer, sie wurden als 2001 bis 2022 in den Fahrzeugpark der CFL eingereiht. Der Triebwagen des Zuges 2003 wurde im Jahr 1997 bei einem Unfall zerstört und durch einen Nachbau ersetzt, der zusammen mit dem Steuerwagen 2003 wieder unter dieser Nummer eingesetzt wurde. Im Gegensatz zur SNCF kuppelten die CFL bei langwierigen Wartungsarbeiten an Einzelwagen gelegentlich Einheiten aus Trieb- und Steuerwagen unterschiedlicher Garnituren zusammen. Solche Zusammenstellungen wurden bei Verfügbarkeit beider Wagen einer Einheit wieder aufgelöst. Eine Einheit wurde mittlerweile verschrottet.
2025 wurden mit einer Ausnahme alle Fahrzeuge nach Rumänien verkauft, bleiben aber noch teilweise im Dienst der CFL bis die neuen Einheiten der CFL-Baureihe 2400 ausgeliefert werden, welche dann die Strecken des Z2 übernehmen. Lediglich das Fahrzeug 2001 verbleibt bei der CFL als „Teil der (sic!) Eisenbahnerbes Luxemburgs“.

### Nummerierung

#### Ursprüngliche Bezeichnung
Je nach Variante sind die Triebwagen der SNCF in unterschiedliche Baureihen eingruppiert. Ihre Bezeichnung besteht jeweils aus Z (Kennbuchstabe für elektrische Triebwagen) und der laufenden Nummer innerhalb der Baureihe, die Steuerwagen tragen ZRx und die jeweils gleiche Nummer mit vorgesetzter 1 (also beispielsweise Z 9602 und ZRx 19602). Bei den CFL tragen beide Wagenteile die gleiche Nummer (also Z 2016 + ZRx 2016).

#### NVR-Nummern
Mit der Einführung der nationalen Fahrzeugregister wurden auch für die Z2 eindeutige Fahrzeugnummern nach dem UIC-Schema vergeben. Diese wurden bei SNCF und CFL zusätzlich zu den bisherigen Nummern am Langträger angeschrieben.
Bei Zügen der SNCF lauten die ersten vier Ziffern der elfstelligen Nummer 94 87, danach folgen eine bis drei Nullen und die bisherige Nummer. Nach einem Strich folgt die daraus berechnete Kontrollziffer:
- F-SNCF 94 87 0007 512-0 für den Triebwagen Z 7512
- F-SNCF 94 87 0017 512-8 für den Steuerwagen ZRx 17512

Bei Zügen der CFL lauten die ersten sechs Ziffern der elfstelligen Nummer 94 82 00, danach folgt die bisherige Nummer und eine 1 für Triebwagen oder eine 2 für Steuerwagen. Nach einem Strich folgt die daraus berechnete Kontrollziffer:
- L-CFL 94 82 00 2018 1-2 für den Triebwagen der Einheit 2018
- L-CFL 94 82 00 2018 2-0 für den Steuerwagen der Einheit 2018

#### Züge mit Namen

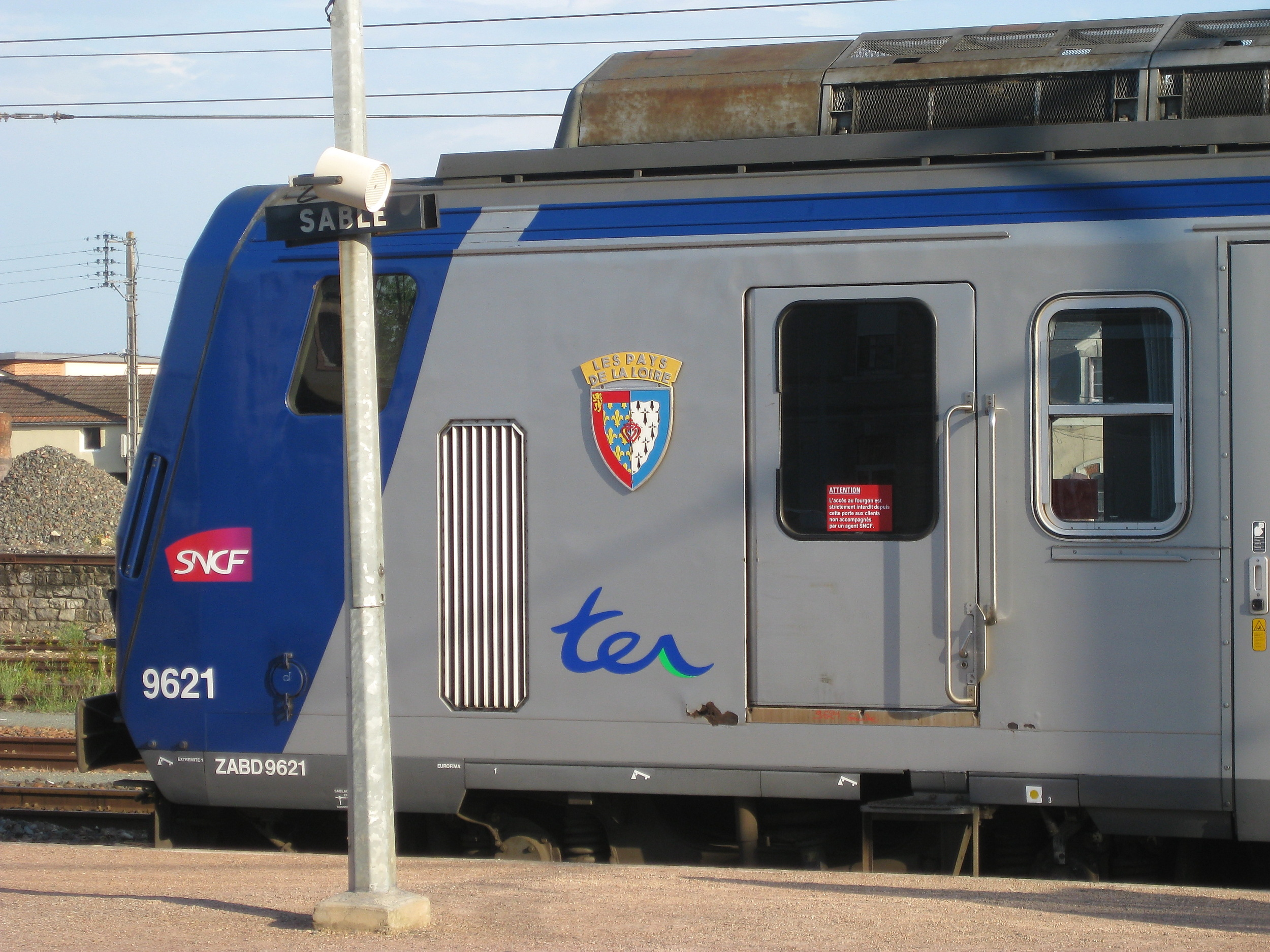
Z9621 mit Wappen der Region Pays de la Loire

Auf zahlreichen Z2, sowohl der SNCF als auch der CFL, wurden Wappen und Taufnamen von Städten oder Regionen aus ihrem jeweiligen Einsatzgebiet angebracht.

### Farbgebung
Die meisten Triebwagen der SNCF wurden mit blau/grauen Seitenwänden, roten Türen und roten Fahrzeugköpfen abgeliefert. Nach der Gründung des TER-Systems konnten sich die Regionen für eigene Farbvarianten entscheiden: Zu weißer Grundfarbe kamen Fahrzeugköpfe, Fensterband und Türen in gelb, rot, grün oder hellblau (Farbgebung TER-1986). Bei Modernisierungen und Hauptuntersuchungen wurden ab der Jahrtausendwende die regionalen Farbgebungen wieder entfernt und durch die ab 1998 neu eingeführte TER-Farbgebung mit silbergrauen Seitenwänden, dunkelgrauem Fensterband, dunkelblauem Dachrand und dunkelblauen Fahrzeugköpfen ersetzt. Diese Farbgebung wurde seitdem einheitlich auf fast allen Z2 angebracht, wird aber oft durch regionale Beklebungen ergänzt. Nur TER Languedoc-Roussillon und TER Rhône-Alpes wenden auf ihren Z2 noch andere Gestaltungen an. Mit dem Ende der Einsätze bei TER Pays de Loire wurden die farbenfrohen Z2 dieser Region mittlerweile abgestellt.
Die Z2 der CFL sind seit ihrer Ablieferung unverändert mit weißem Wagenkasten, rotbraunen Fahrzeugköpfen und Längsstreifen sowie gelben Türen und gelben Kontrastflächen um die Frontfenster unterwegs. Nur die Anordnung des CFL-Logos und der Fahrzeugnummern wurde im Lauf der Jahre verändert.

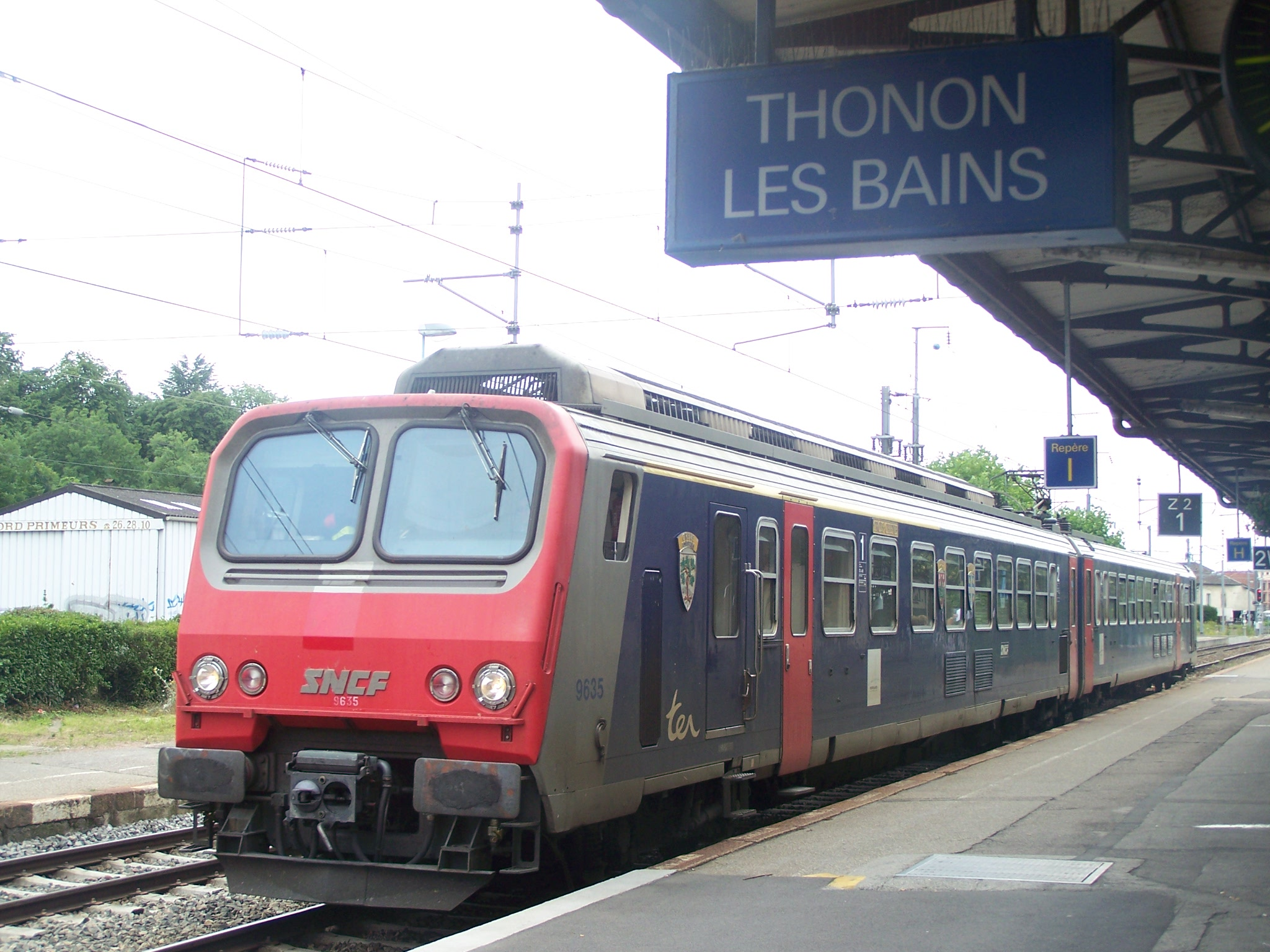
Z 9635 in der ursprünglichen SNCF-Farbgebung im Bahnhof von Thonon-les-Bains (2007)
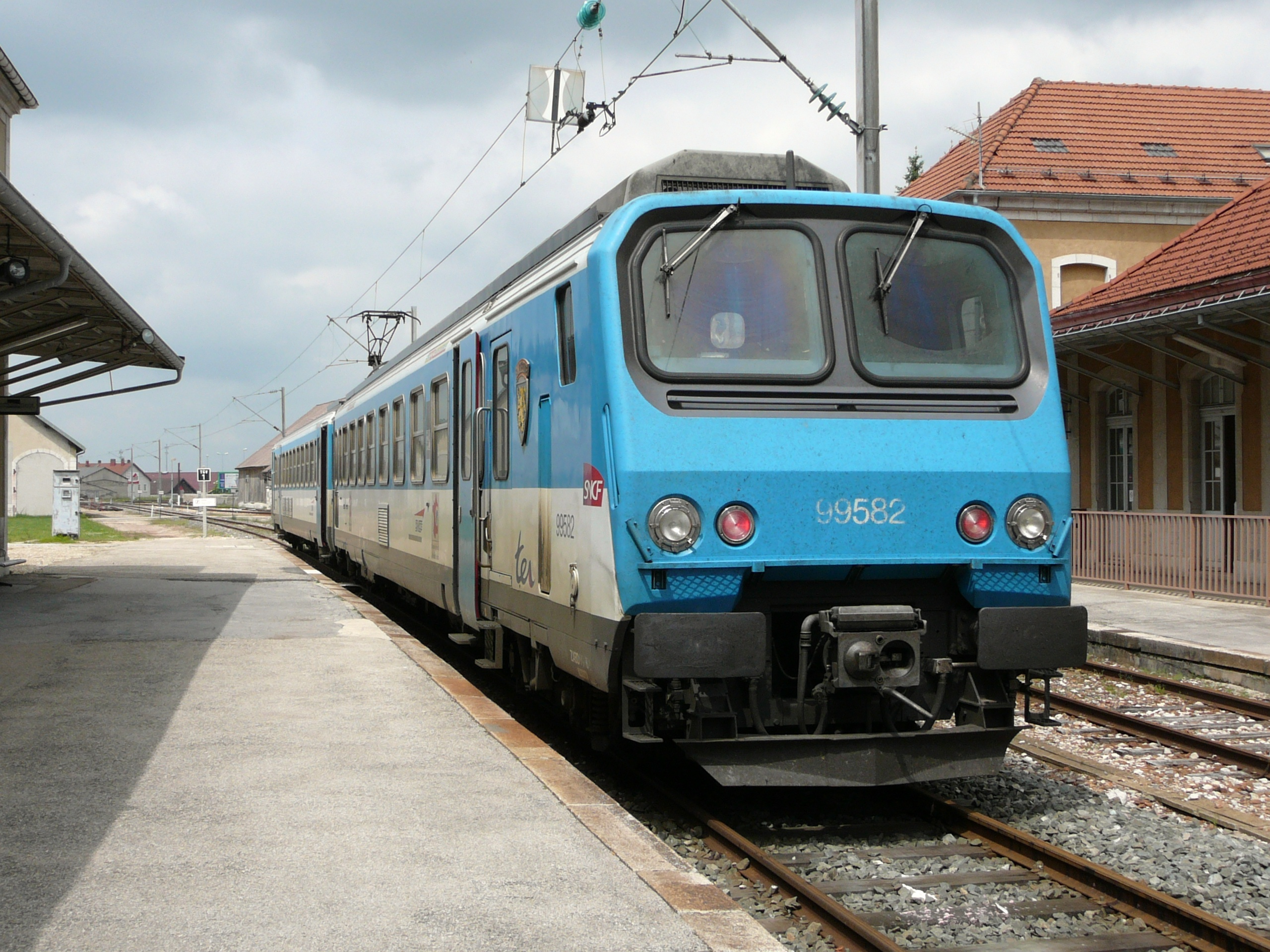
Z 99582 im Bahnhof von Pontarlier in der weiß-hellblauen Farbgebung der Region Franche-Comté
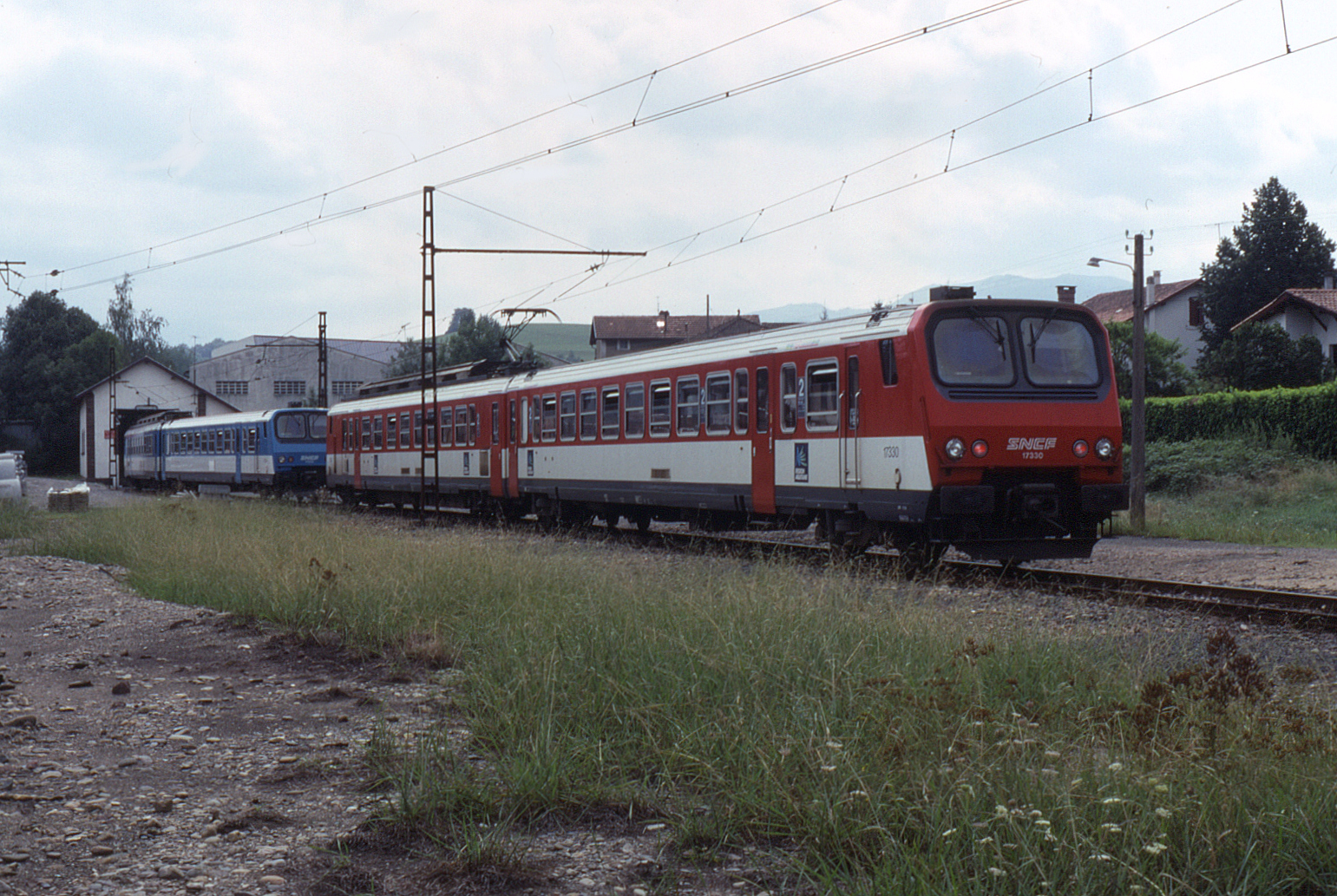
Z 7330 in der weiß-roten Farbgebung der Region Aquitaine, 1992 im damals noch elektrifizierten Bahnhof von Saint-Jean-Pied-de-Port
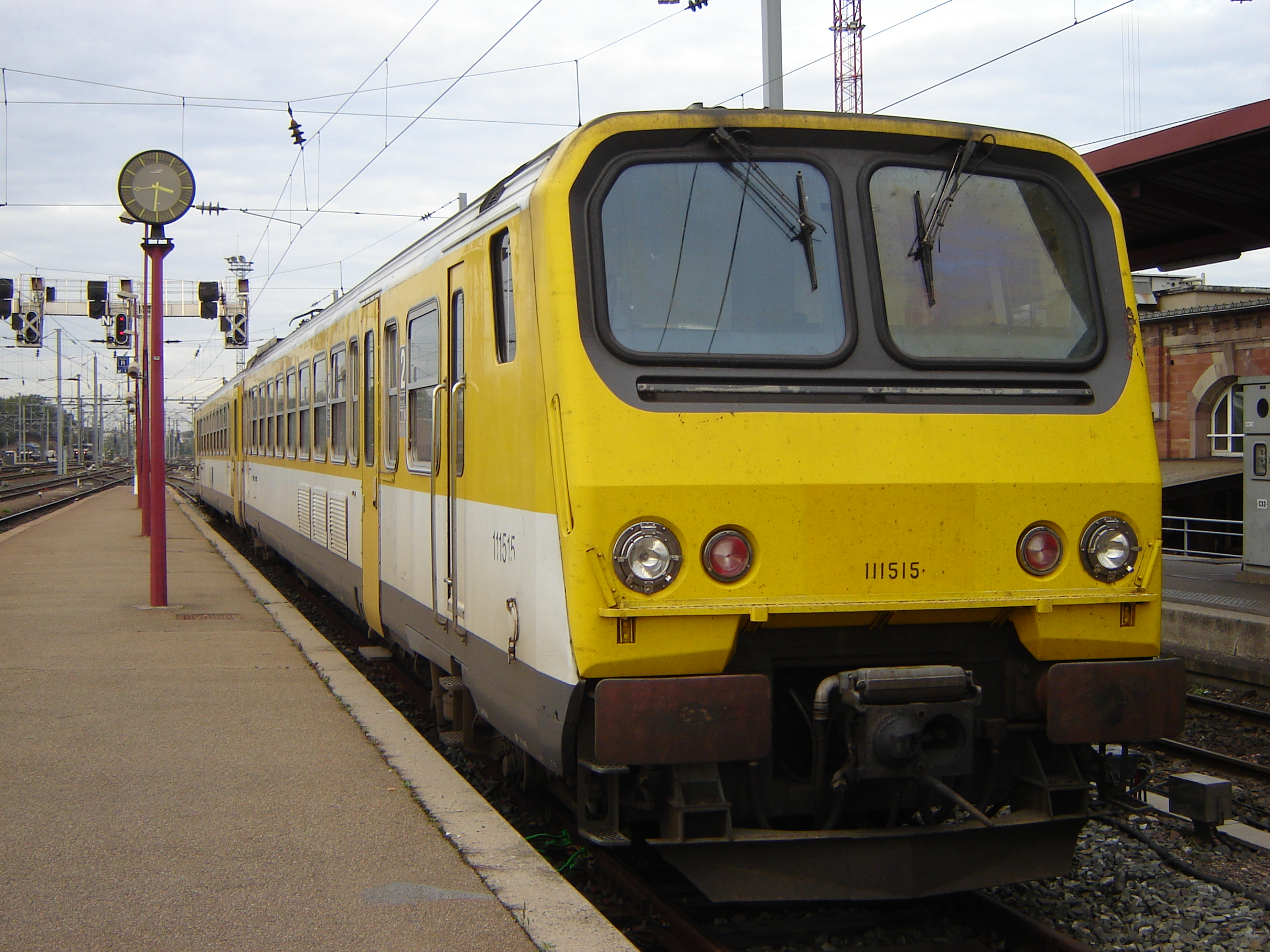
Z 11515 in der weiß-gelben Farbgebung der Region Lorraine im Bahnhof Strasbourg
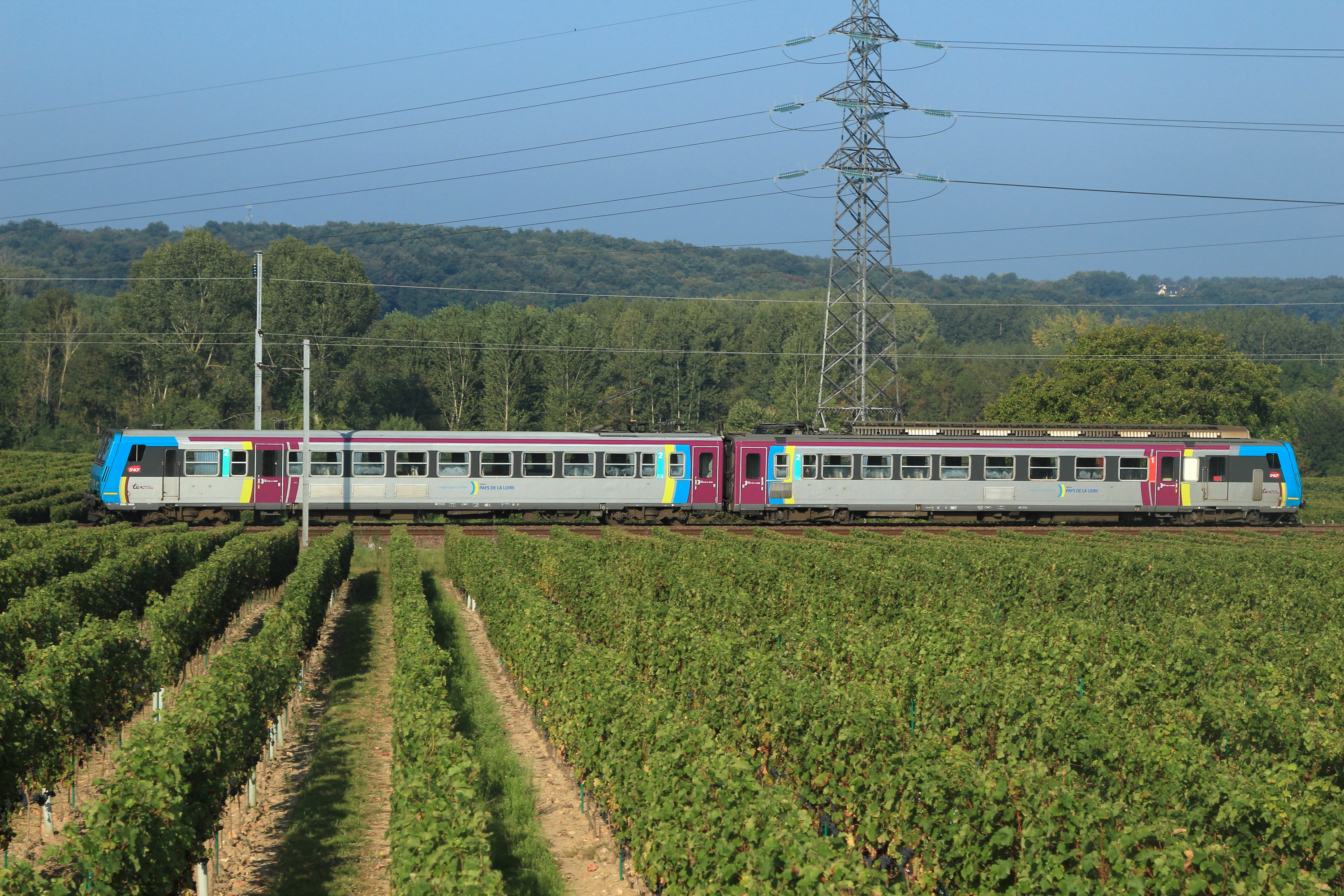
Z 9609 in der bunten Beklebung von TER Pays de la Loire bei Chacé
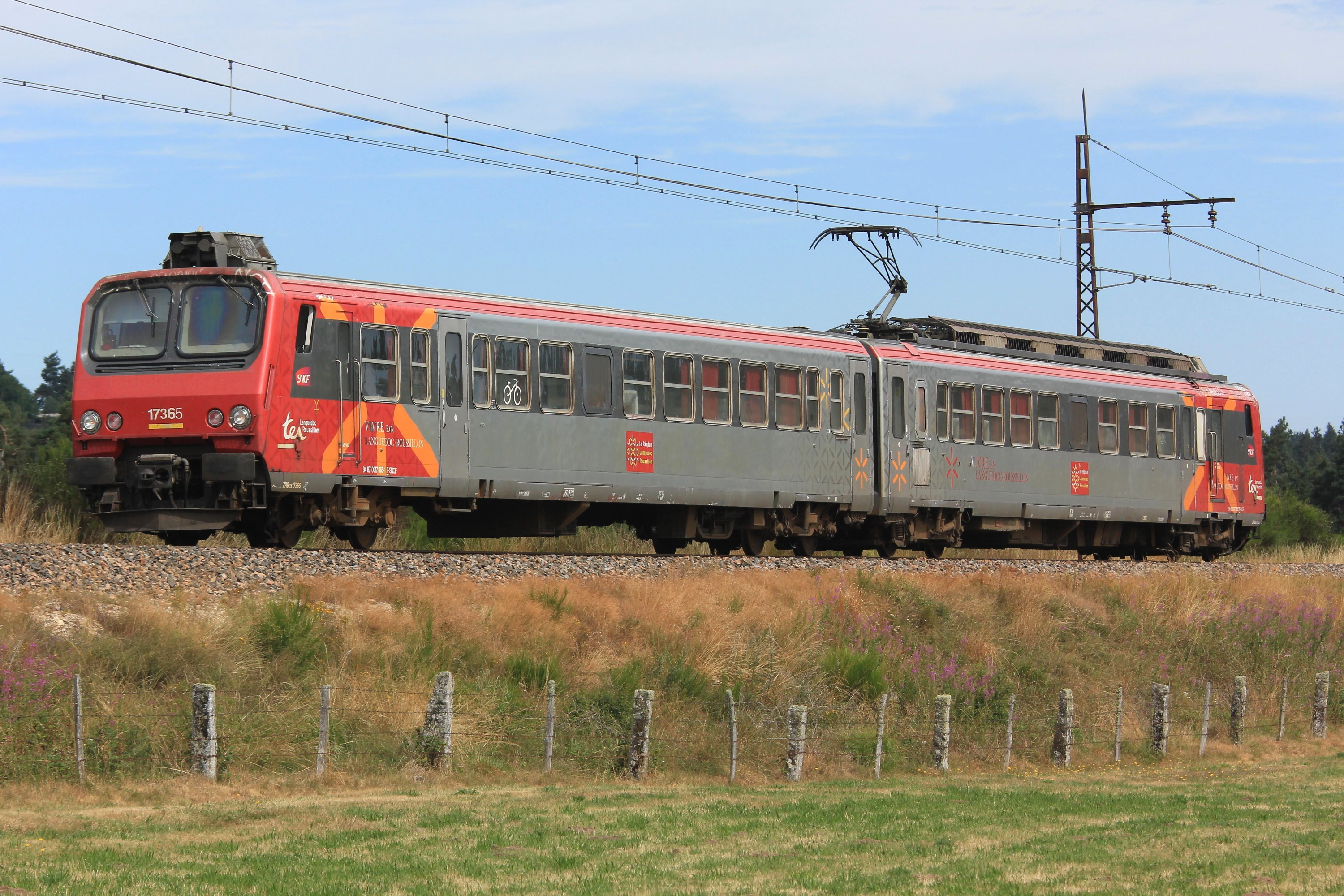
Z 7365 in der aktuellen Farbgebung von TER Languedoc-Roussillon zwischen Saint-Chély und Aumont-Aubrac
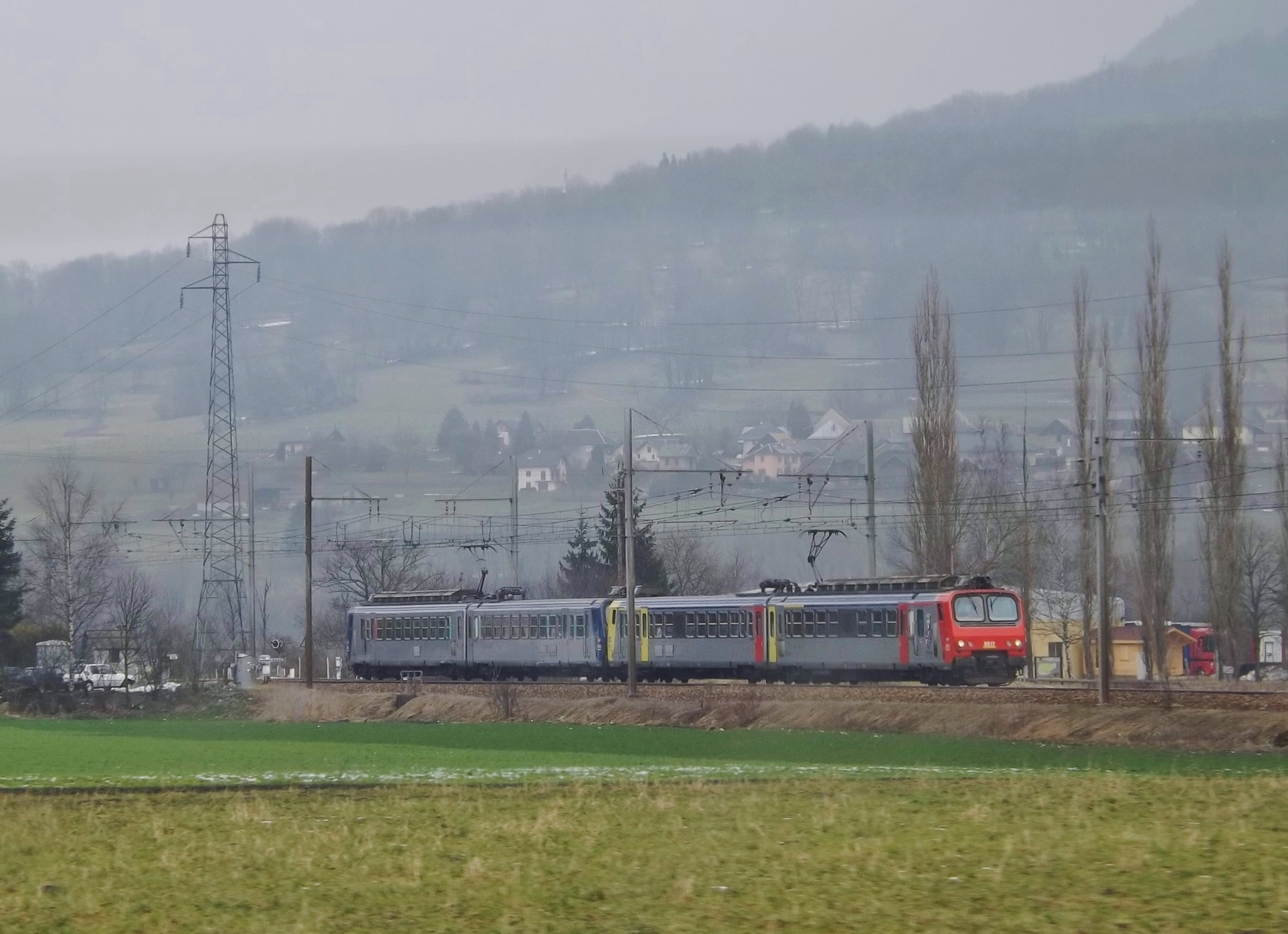
Nur wenige Z2 tragen wie Z 9517 die Farbgebung von TER Rhône-Alpes
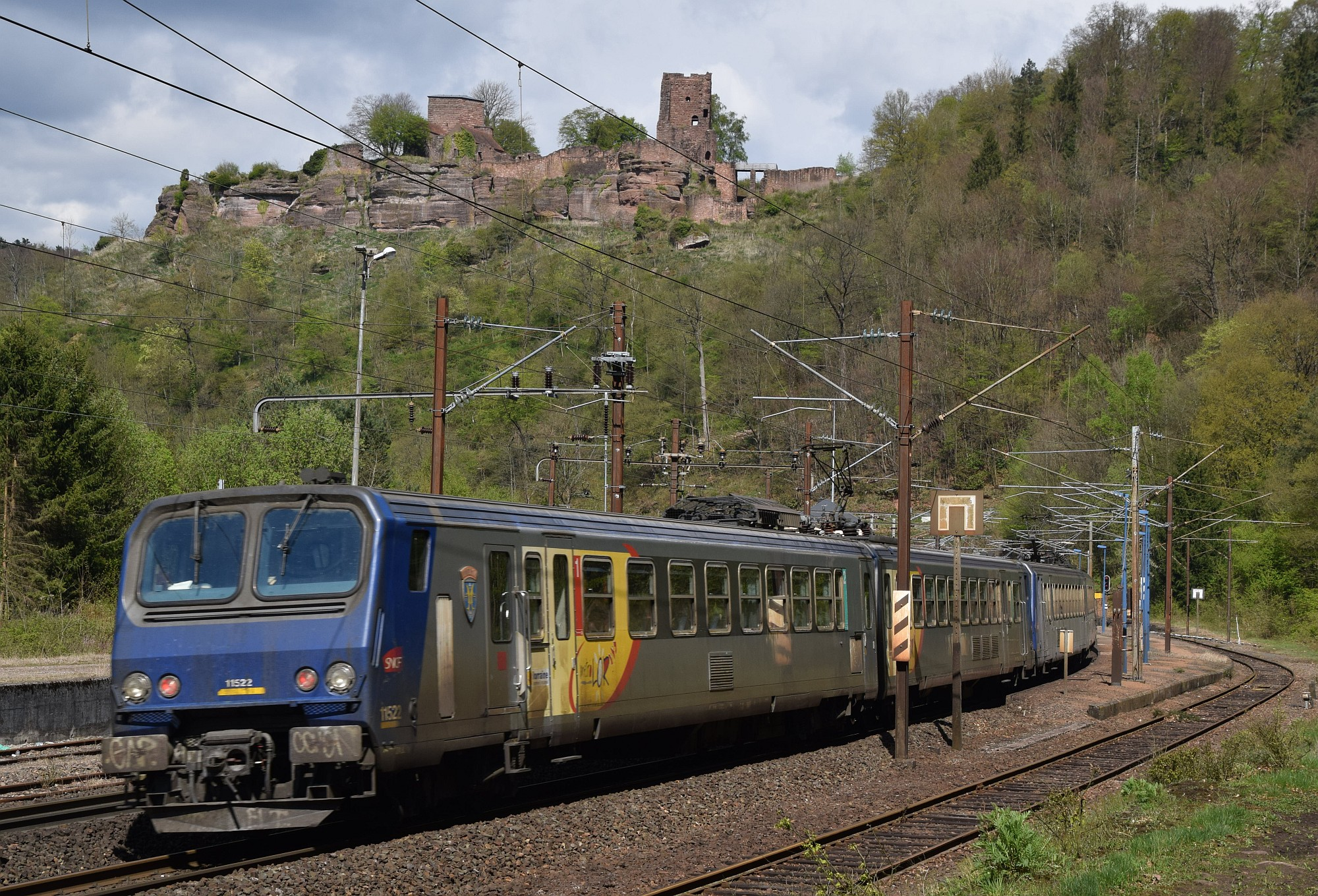
Aktuelle TER-Fabgebung, wie sie seit 1998 angewendet wird, mit Metrolor-Beklebung von TER Lorraine (Lutzelbourg, 2017)

### Einsätze
Die Z2 der SNCF kamen auf den meisten elektrifizierten Strecken Frankreichs zum Einsatz, mit Ausnahme des Großraums Paris. Zu Anfang wurden sie in besonders hochwertigen Diensten eingesetzt, z. B. als Zubringer zu den damals neuen TGV. Durch ihre hohe Höchstgeschwindigkeit von 160 km/h eigneten sie sich besonders für lange Zugläufe auf Hauptstrecken.
Die Z 11500 verkehrten anfangs auch grenzüberschreitend ins Nachbarland Luxemburg und einzelne Züge waren zeitweise an die CFL vermietet. Auch Einsätze in Doppeltraktion mit luxemburgischen Fahrzeugen des gleichen Typs kamen vor. Mit der Ablieferung der Triebwagen vom Typ TER 2N NG und der Einführung der Zugbeeinflussung Memor II+ endeten die Einsätze nach Luxemburg.
Einsätze der luxemburgischen Z 2000 erfolgen im ganzen Land, mit einer Ausnahme: bis zur Umstellung des Stromsystems von 3 kV Gleich- auf 25 kV Wechselspannung mit 50 Hz im September 2018 waren Einsätze auf der Strecke Luxemburg–Kleinbettingen nicht möglich und sind auch weiterhin selten. Ins Ausland fahren sie noch bis nach Athus in Belgien, früher kamen sie auch nach Thionville und Metz in Frankreich. Seitdem für Einsätze nach Frankreich das Zugbeeinflussungssystem KVB erforderlich ist, kommen die Z 2000 der CFL nicht mehr ins Netz der SNCF.
Eine Domäne der Z 2000 ist der Pendelverkehr auf den kurzen Stichstrecken Noertzange–Rumelange, Bettembourg–Volmerange, Esch/Alzette–Audun-le-Tiche, Ettelbrück–Diekirch und Kautenbach–Wiltz. Mit der Anschaffung moderner Doppelstockzüge verschiedener Typen sind die Einsätze der 2000er besonders an Sonn- und Feiertagen zurückgegangen.

### Ausmusterung
Mit dem verstärkten Aufkommen neuer Triebwagen vom Typ TER 2N NG und Régiolis wanderten die Z2 in vielen Regionen Frankreichs in untergeordnete Dienste ab und wurden aus einigen Regionen komplett zurückgezogen. Die Ausmusterung begann ab 2011. Zunächst wurden nur unmodernisierte Züge ausgemustert, mittlerweile sind aber auch modernisierte Fahrzeuge aller französischen Bauarten von den Abstellungen betroffen. 

### Bücher
- Denis Redoutey: Le matériel moteur de la SNCF. La Vie du Rail, 2007, ISBN 978-2-915034-65-3.

### Zeitschriften
- Olivier Constant: Les automotrices Z2, Les Z 7300/7500/97300, 9500/9600/99500, 11500 SNCF, 2000 CFL. In: Le Train Spécial. Nr. 31. Ed. Publitrains, März 2002, ISSN 1296-5537.
- Autorenkollektiv: CFL SÉRIE 2000: Automotrices électriques doubles De Dietrich type Z 2. In: Études et Documentation Ferrovaires. Nr. 2, 7. G.E.D.F. Luxembourg.